# Merkur (Astrologie)

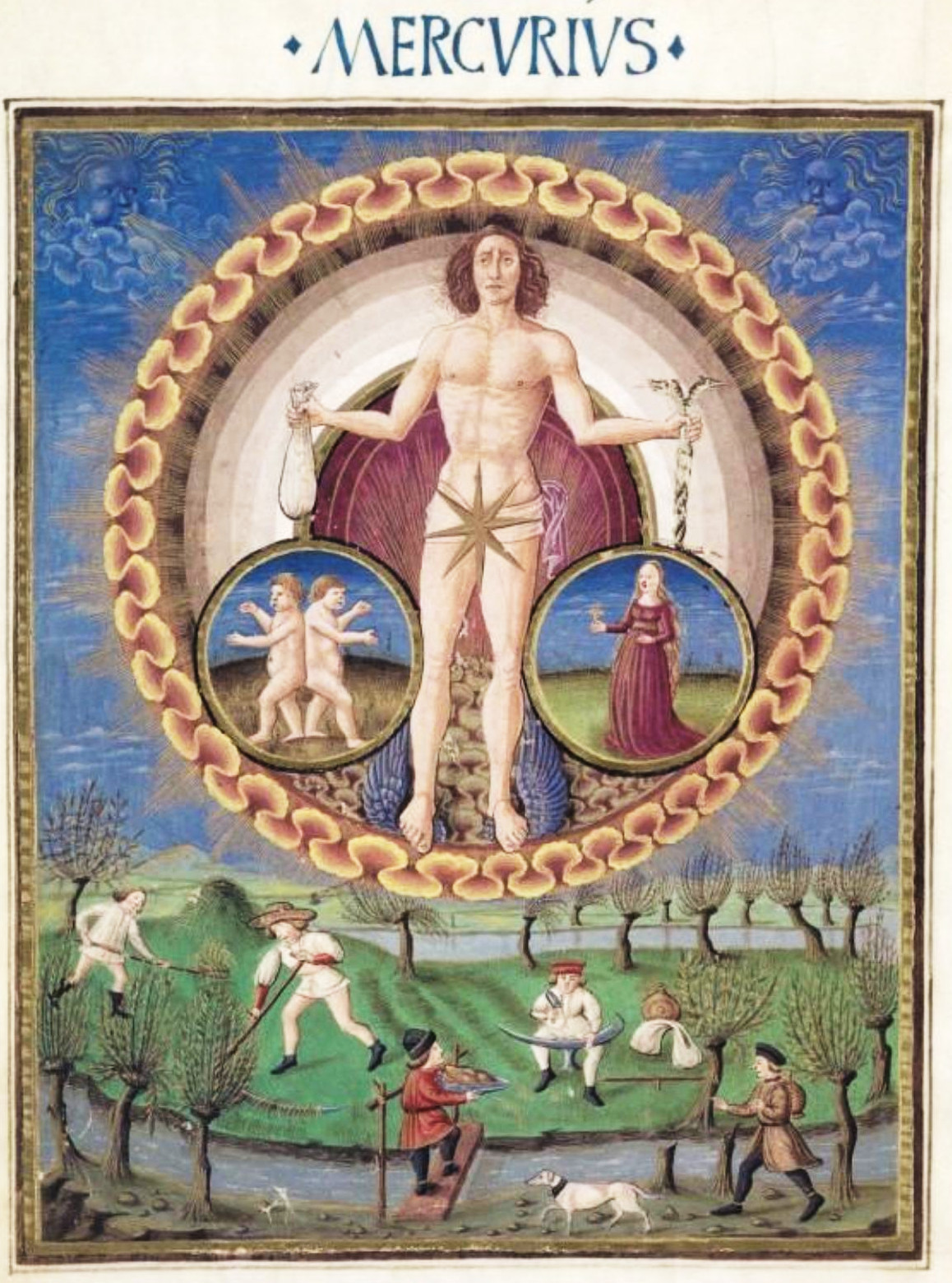
Merkur mit dem von ihm beherrschten Zeichen Zwillinge und Jungfrau in der illuminierten Handschrift De Sphaerae (ca. 1470)

Merkur ist im geozentrischen Weltbild der westlichen Astrologie einer der klassischen sieben Planeten. Das astrologische Symbol ist ☿ (Unicode U+263F).
Merkur als der sonnennächste Planet bewegt sich in der Ekliptik mit maximal 2°25' pro Tag, ist also der nach dem Mond sich am schnellsten bewegende Planet. Er entfernt sich auch nur wenig von der Sonne, seine größte Elongation ist 28°, weshalb er nur am Morgenhimmel vor Sonnenaufgang und am Abendhimmel nach Sonnenuntergang beobachtet werden kann. Zugleich heißt das, dass der Merkur zur Sonne nur in Konjunktion stehen kann, was relativ häufig geschieht, nämlich zweimal im Laufe eines synodischen Umlaufs von rund 116 Tagen. Außerdem wird er während jedes synodischen Umlaufs für etwa 24 Tage rückläufig.
In der Antike wurde der Merkur von den Griechen mit Hermes identifiziert. Die Entsprechung bei den Römern war Mercurius. Diese Identifikationen prägten auch die astrologische Ikonografie in Mittelalter und früher Neuzeit. Typische Attribute bildlicher Darstellungen sind daher der Hermesstab und Flügelschuhe.

## Zuordnungen

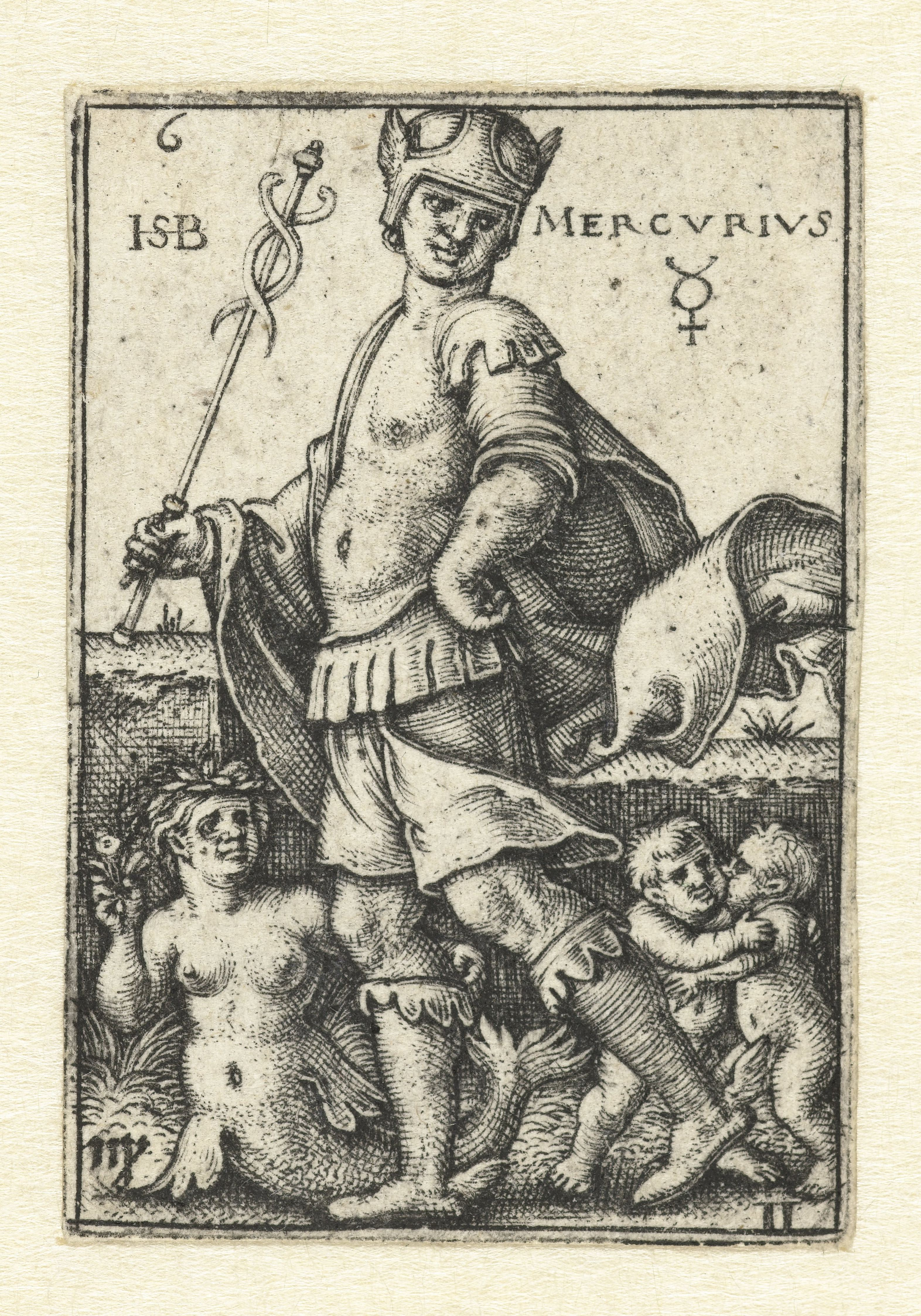
Merkur auf einem Druck von Hans Sebald Beham (1539). Die Zahl 6 links oben entspricht der Position des Merkur in der Chaldäischen Reihe.

Nach dem Tetrabiblos des Ptolemäus ist Merkur:
- Zeichenherrscher in den Zwillingen (Tagdomizil) und der Jungfrau (Nachtdomizil) und in den gegenüberliegenden Zeichen Schütze (Tagexil) und Fische (Nachtexil) im Exil.
- Häuserherrscher im 3. und 6. Haus.
- Merkur ist auf 15° Jungfrau exaltiert und auf 15° Fische im Fall.
- Die melothesisch dem Merkur entsprechenden Körperteile sind Zunge, Galle und Hintern. Der geistige Entsprechung ist Sprache und Denken.[1]

Weiterhin ist Merkur:
- Tagesherrscher am Mittwoch.
- Jahresherrscher in Jahren, deren Jahreszahl bei Division durch 7 den Rest 3 ergibt, also zum Beispiel 2026.

Merkur ist der einzige androgyne Planet, also unbestimmten Geschlechts. In Konjunktion mit einem männlichen Planeten (zum Beispiel der Sonne) gilt er als männlich, in Konjunktion mit einem weiblichen Planeten als weiblich. In der Chaldäischen Reihe steht Merkur an sechster Stelle.
Das Metall des Merkur ist das Quecksilber.

## Deutung

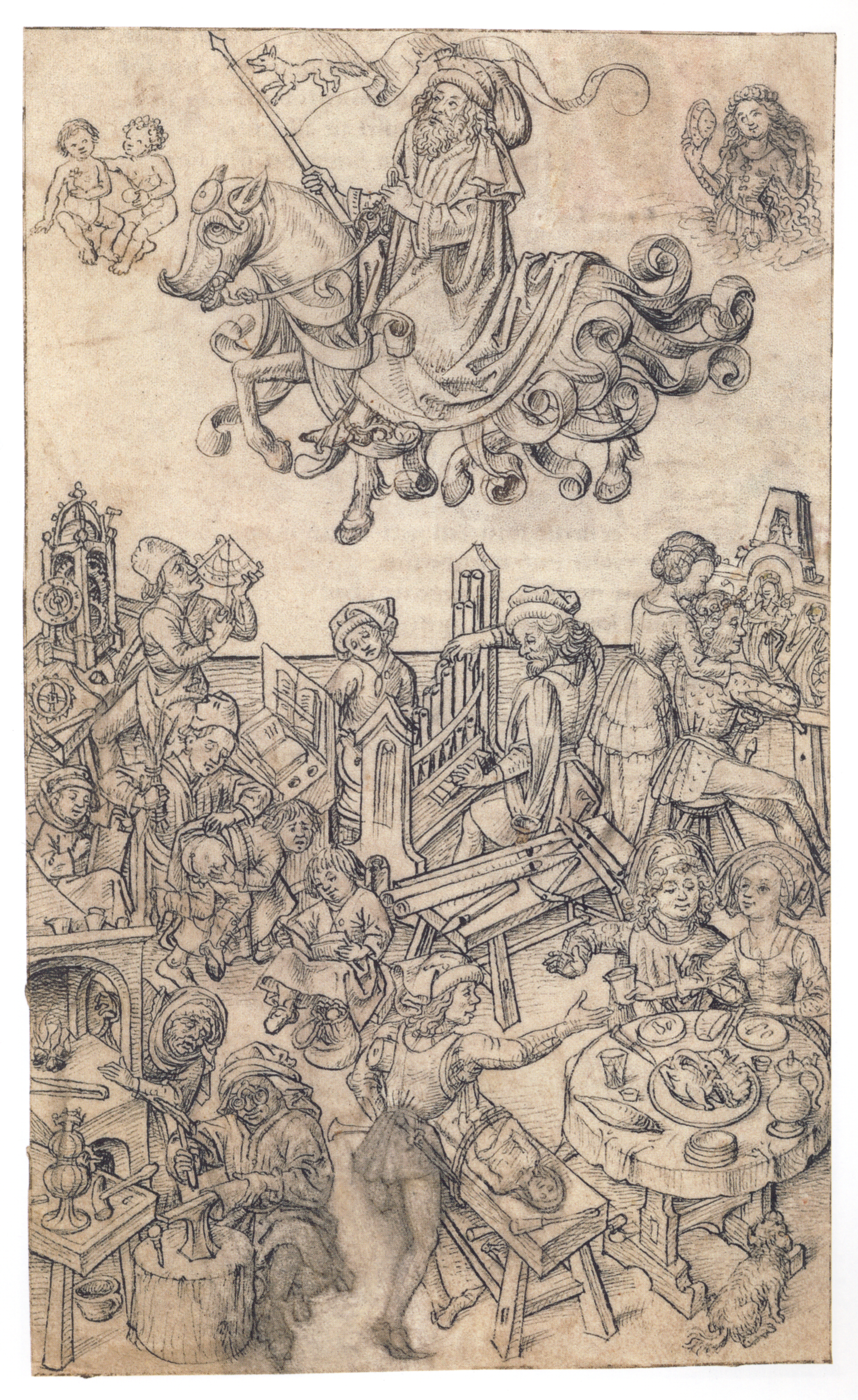
Planetenkinder des Merkur (Mittelalterliches Hausbuch von Schloss Wolfegg, nach 1480)

William Lilly zufolge gilt für eine Person unter einem günstig gestellten Merkur:

„Ein Mensch mit einem feinem politischem Gespür, klug und nachdenklich; ein ausgezeichneter Disputant oder Logiker, der gebildet und besonnen argumentiert und dabei sehr redegewandt ist, ein nach Mysterien und Wissen aller Art Suchender, scharfsinnig und geistreich, der nur selten eines Lehrers bedarf; von Ehrgeiz erfüllt, auf allen Gebieten des Wissens vorzüglich zu sein, begierig, zu reisen und fremde Länder zu sehen: ein Mann von unermüdlicher Phantasie, neugierig auf der Suche nach allem okkulten Wissen; imstande, durch eigene Geisteskraft Wunderbares zu wirken; zugetan der Wahrsagerei und dem Okkulten; wenn er Kaufmann wird, übertrifft ihn keiner in den Geschäften oder dem Auffinden neuer Wege zum Erlangen von Reichtum.“

Bei einem ungünstig gestellten Merkur ist es dagegen:

„Ein lästiger Witzbold, eine Art Phrenetiker, der seine Zunge und Feder gegen jeden Menschen richtet, ganz darauf bedacht, sein Vermögen und seine Zeit zu verschwenden, indem er sinnlos schwatzt und ziellos schlaue Schlüsse zieht; ein großer Lügner, Prahler, Schwätzer, Wichtigtuer, falsch, ein Märchenerzähler, der sich mit bösen Künsten beschäftigt, der schwarzen Magie und ähnlichen gottlosen Dingen.“

Die folgende Zusammenstellung von Stichworten zu verschiedenen Deutungsaspekten folgt Herbert von Klöckler. Dabei beziehen sich „stark“/„schwach“ und „harmonisch“/„disharmonisch“ auf die Stellung des Merkurs in den Zeichen bzw. seine Aspektierung.:
| stark und harmonisch                              | stark und disharmonisch                                 | schwach und evtl. disharmonisch  |
| Naturprinzip: Oszillation                         | Naturprinzip: Oszillation                               | Naturprinzip: Oszillation        |
| ------------------------------------------------- | ------------------------------------------------------- | -------------------------------- |
| Beweglichkeit                                     | Labilität                                               | Starre                           |
| biologisch: Zentralnervensystem                   |                                                         |                                  |
| normaler nervöser Zustand                         | nervöse Übererregbarkeit, Hyperästhenie, Hypermotilität | nervöse Hemmung, nervöse Lähmung |
| Sprache                                           | nervöse Sprechsucht                                     | Sprachhemmung                    |
| organisch: Nervensubstanz, Nervensystem, Großhirn |                                                         |                                  |
| psychologisch: analysierender Intellekt           |                                                         |                                  |
| Intellekt                                         | Überintellektualisierung                                | intellektuelle Schwäche          |
| rasche Auffassung                                 | Zersplitterung                                          | Auffassungsschwäche              |
| Logik, Dialektik                                  | Sophistik                                               | Mangel an Logik                  |
| Sprach- und Sprechbegabung                        | Schwätzerei                                             | Sprachhemmung                    |
| Schreib- und Schriftgewandtheit                   | Schreibmanie                                            | Schreibhemmung                   |
| Temperament: nervös-schizoid                      |                                                         |                                  |